# Consonne fricative dentale voisée
Ne doit pas être confondu avec Consonne fricative dentale sourde.
Cette page contient des caractères spéciaux ou non latins. S’ils s’affichent mal (▯, ?, etc.), consultez la page d’aide Unicode.
La consonne fricative dentale voisée est un son consonantique assez peu fréquent dans les langues parlées. Le symbole dans l’alphabet phonétique international est [ð], la lettre latine nordique Eth minuscule et ressemble à un d minuscule cursif barré.
Son symbole API peut aussi être utilisé pour noter la consonne spirante dentale voisée [ð̞] (sans taquet bas s’il n’y a pas d’ambiguité). Le delta δ est parfois utilisé pour la spirante dentale comme symbole API non standard, permattant de distinguer la fricative de la spirante ou simplement à la place du symbole de la fricative.

## Caractéristiques
Voici les caractéristiques de la consonne fricative dentale voisée :
- Son mode d'articulation est fricatif, ce qui signifie qu’elle est produite en contractant l'air à travers une voie étroite au point d’articulation, causant de la turbulence.
- Son point d’articulation est dentale, ce qui signifie qu'elle est articulée avec la langue sur les dents inférieures ou supérieures, ou les deux.
- Sa phonation est voisée, ce qui signifie que les cordes vocales vibrent lors de l’articulation.
- C'est une consonne orale, ce qui signifie que l'air ne s’échappe que par la bouche.
- C'est une consonne centrale, ce qui signifie qu’elle est produite en laissant l'air passer au-dessus du milieu de la langue, plutôt que par les côtés.
- Son mécanisme de courant d'air est égressif pulmonaire, ce qui signifie qu'elle est articulée en poussant l'air par les poumons et à travers le chenal vocatoire, plutôt que par la glotte ou la bouche.

## En français
Le français ne possède pas ce son. Beaucoup de locuteurs le remplacent dans les mots d'autres langues par un [z], un [v] ou un [d̪].

## Autres langues
En arabe, ce son correspond à la lettre dhāl ‹ ﺫ › et est prononcé de manière plus ou moins emphatique selon les régions et les dialectes.
En albanais, ce son s'écrit ‹ dh ›.
L'anglais utilise le son [ð], comme dans the, father ou clothe. La prononciation est distincte du son [θ], sourd et non pas voisé, qui est pourtant représenté par le même digramme, ‹ th ›. En vieil anglais, le son [ð] s'écrivait avec les lettres thorn (þ) ou eth (ð), qui représentait aussi le son [θ].
En gallois, ce son s'écrit ‹ dd ›.
L'islandais a conservé la lettre ‹ ð › pour écrire ce son.
En espagnol, ce son s'écrit ‹ d ›. Il se trouve entre voyelles, à l’intérieur des mots si le ‹ d › n’est pas précédé de ‹ l ›, ‹ n › ou ‹ r › et aussi, à l'état résiduel, dans les mots terminés par voyelle + d : Madrid [maˈðɾið], Libertad [li.βeɾˈtað].
En grec moderne, ce son s'écrit avec la lettre delta (Δ, δ).
En portugais du Portugal, ‹ d › est prononcé [ð] entre deux voyelles.
En same du nord, ce son s'écrit ‹ đ ›.